# Kazimír Vilém Hesensko-Homburský
Kazimír Vilém Hesensko-Homburský (23. března 1690, Weferlingen – 9. října 1726, Hötensleben) byl hesensko-homburský princ.

## Život
Narodil se jako nejmladší syn lankraběte Fridricha II. Hesensko-Homburského a jeho druhé manželky Luisy Alžběty Kuronské. Vyrůstal společně s o tři roky mladším nevlastním bratrem Ludvíkem Jiřím. Na návštěvě svého bratrance Fridricha Viléma Meklenbursko-Zvěřínského se v něm probudila celoživotní vášeň pro lov. Jelikož měl Kazimír staršího bratra Fridricha, který měl několik potomků, neměl žádné nástupnické ambice. V roce 1715 vstoupil do švédské armády během panování Karla XII. Nedlouho poté byl zajat poblíž Wismaru a z armády nadobro odešel. V roce 1716 si tři synové zesnulého lankraběte Fridricha II. rozdělili majetek a Kazimír obdržel panství Hötensleben, kde místní zámek proměnil ve své sídlo. Kazimír Vilém zemřel zde zemřel 9. října 1726 ve věku 36 let. Byl pohřben do krypty zámeckého kostela v Bad Homburgu.

## Manželství a potomci
V Braunfelsu se v říjnu 1722 oženil s hraběnkou Kristýnou Šarlotou ze Solms-Braunfels (1690–1751). Během čtyřletého manželství se jim narodily tři děti:
- 1. Fridrich IV. Hesensko-Homburský (15. 4. 1724 Braunfels – 7. 2. 1751 Bad Homburg vor der Höhe), hesensko-homburský lankrabě od roku 1746 až do své smrti[4][5]
⚭ 1746 Ulrika Luisa ze Solms-Braunfels (1. 5. 1731 Hungen – 12. 9. 1792 Bad Homburg vor der Höhe)[6]
- 2. Evžen Kazimír Hesensko-Homburský (9. 6. 1725 Bad Homburg vor der Höhe – 21. 6. 1725 tamtéž)[7][8]
- 3. Ulrika Žofie Hesensko-Homburská (31. 5. 1726 Hötensleben – 10. 12. 1792 Bad Homburg vor der Höhe), svobodná a bezdětná[9][10]